# Луке (Парагвай)
Лу́ке (исп. Luque, испанское произношение: [ˈlu.ke]) — город, расположенный в парагвайском департаменте Сентраль в 13 км (8,1 миль) к востоку от Асунсьона. В 1868 году во время Парагвайской войны являлся временной столицей государства.
Луке — один из наиболее важных городов Парагвая. Здесь расположены главная воздушная гавань страны — международный аэропорт имени Сильвио Петтиросси, здание Олимпийского комитета Парагвая, штаб-квартира КОНМЕБОЛ и Музей южноамериканского футбола.